# 유대 아랍어

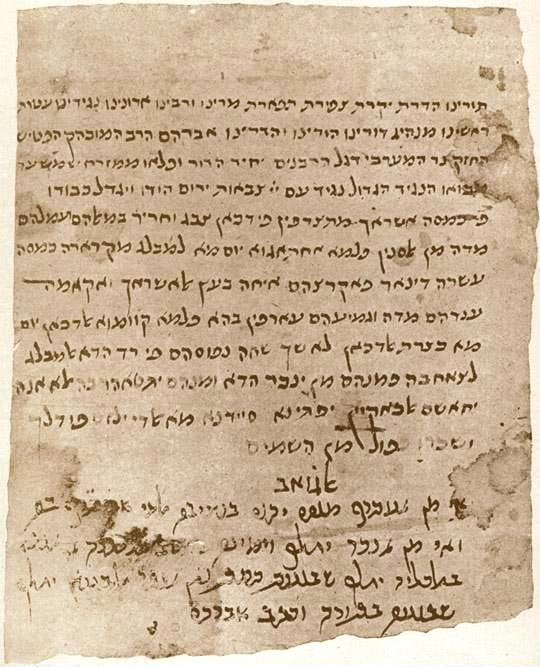
부분적으로 유대 아랍어로 쓰인 카이로 게니자의 한 페이지

유대 아랍어(아랍어: عربية يهودية ʿArabiya Yahūdiya[*], 히브리어: ערבית יהודית 'Aravít Yehudít)는 아랍 세계 각지의 유대인들이 사용하던 아랍어의 변종이다. 단일한 방언이나 언어를 가리키는 말이 아니며, 지역에 따라 다양한 방언이 있었다.
유대인들의 아랍어 사용은 다른 종교민족집단과 비교할 때 몇가지 눈에 띄는 차이도 있으나 단일한 언어학적 실체를 이루지는 않는다. 또한 유대계 사람이 사용하는 아랍어라고 해서 모두 유대 아랍어라고 할 수 있는 것은 아니고, 오직 유대인 공동체 내에서만 쓰이는 특징적 요소가 있거나 문어(文語)에서는 히브리 문자를 통해 표기되거나 하는 구분되는 성질이 있어야 한다. 예를 들어 이슬람 이전부터 유대인 아랍어 시인인 사마왈 이븐 아디야(Samaw'al ibn 'Adiya)와 같은 역사적 기록이 있으나 이것은 비유대인의 아랍어와 구분되는 특징이 없기 때문에 일반적으로 유대 아랍어라고 하지 않는다.
이스라엘국 수립 이후 1950년대까지 거의 모든 유대 아랍어 화자들이 이스라엘이나 프랑스, 북미 등으로 대거 이주하면서, 오늘날 이 민족 언어들은 모두 이미 사멸하거나 사멸 위기에 처해 있다.

## 종류
- 알제리 유대 아랍어
- 이집트 유대 아랍어
- 모로코 유대 아랍어
- 트리폴리타니아 유대 아랍어
- 튀니지 유대 아랍어
- 예멘 유대 아랍어
- 시리아 유대 아랍어
- 레바논 유대 아랍어
- 팔레스타인 유대 아랍어
- 이라크 유대 아랍어
  - 바그다드 유대 아랍어